# Doliotettix lunulatus
Doliotettix lunulatus  (лат.) — вид цикадок из подсемейства Deltocephalinae трибы Athysanini. Единственный представитель рода Doliotettix

## Описание
Цикадки размером 4-5 мм. Умеренно стройные, с тупоугольно-закругленно выступающей вперёд головой, переход лица в темя закругленный. В СССР 1 вид.

## Распространение
Встречается в Евразии и Северной Америке.